# Les Nuits européennes
Pour les articles homonymes, voir Arcane 17.
 (avril 2012).
Si vous disposez d'ouvrages ou d'articles de référence ou si vous connaissez des sites web de qualité traitant du thème abordé ici, merci de compléter l'article en donnant les références utiles à sa vérifiabilité et en les liant à la section « Notes et références ».
Les Nuits Européennes est un festival de musique strasbourgeois organisé par l'association Arcane 17, mêlant world music, jazz, rock et électronique se déroulant chaque année en octobre dans la capitale alsacienne. Ce festival s'est terminé définitivement en 2014.

## Présentation

### Historique
Le concept des Nuits européennes est né en 1994 à Strasbourg à la suite d'une rencontre entre professionnels européens des musiques actuelles, désireux de favoriser les échanges culturels et la circulation des artistes à travers l'Europe. Initié par le Réseau Printemps de Bourges sous la direction de Mustapha Terki, les Nuits européennes ont été fondées conjointement par ce dernier et Francis Zaniboni qui le dirige depuis maintenant quinze ans. Il est présidé depuis 2000 par Daniel Chinaglia.
À la croisée des chemins de la world music, du jazz, du rock ou de l'électronique entre héritage et défrichage, la programmation privilégie les fusions sonores et les démarches artistiques atypiques.
Grâce à une politique de prix abordables, de curiosité partagée et de convivialité revendiquée, "Les Nuits"ont su peu à peu fédérer un public varié, avide de nouvelles sensations musicales, au-delà des frontières régionales, des appartenances sociales et des pratiques socioculturelles.
Depuis 2005 se développent "les Nuits dans la ville", un festival OFF fondé sur la proximité entre les artistes et le public. La dernière édition du festival s'est tenue en 2014 et le festival ne continue pas.

### Lieux
Événement de la rentrée culturelle strasbourgeoise, "Les Nuits" investissent la communauté urbaine de Strasbourg en collaborant avec ses institutions culturelles et ses lieux de vie nocturne dans un dialogue constant avec les grandes cités européennes.

### Objectifs du festival
- Pérenniser un événement culturel de référence qui apporte sa contribution au développement de l'image internationale de Strasbourg, en tant que capitale européenne.
- Donner au festival une identité artistique spécifique qui favorise la découverte, la circulation des artistes, l'échange, le dialogue des cultures et la rencontre avec de nouveaux publics
- Rendre l'Europe de la diversité culturelle plus concrète au public, à travers un art accessible et fédérateur : la musique.

## Programmation

### Édition 2010
Izia, Ben l'Oncle Soul, Danyel Waro, Jessie Evans, Chapel Hill, Amparo Sanchez, Iva Nova, Messer Chups, Gablé, Lo Cor de La Plana, Bibi Tanga & The Selenties

### Édition 2009
Gianmaria Testa, Iva Bittova, Burhan Öçal & l'Ensemble Oriental d'Istanbul, Istanbul Calling, Ilhan Ersahin's Istanbul Sessions feat. Erik Truffaz, Gevende Mélissa Laveaux, Aronas Nils Petter Molvær, Bumcello La Minor, Yom, Kočani Orkestar Lauter, Crocodiles, Dondestan

### Édition 2008
Al Jawala, Le Grand Ensemble de la Méditerranée, Badume's Band, l'Orchestre du Mouvement Perpétuel, Billy's Band, Iva Nova, Bjorn Berge, Samarabalouf, Longital, David Krakauer & Socalled with Klezmer madness, Terrafolk, Balkan Beat Box

### Édition 2007
Billy's Band, Balkan Beat Box, Socalled, Massilia Sound System, Red Cardell + Gourtopravci, La Kinky Beat, Bombes 2 Bal, Antiquarks, Kal, Kamilya Jubran & Werner Hasler, P'Taz

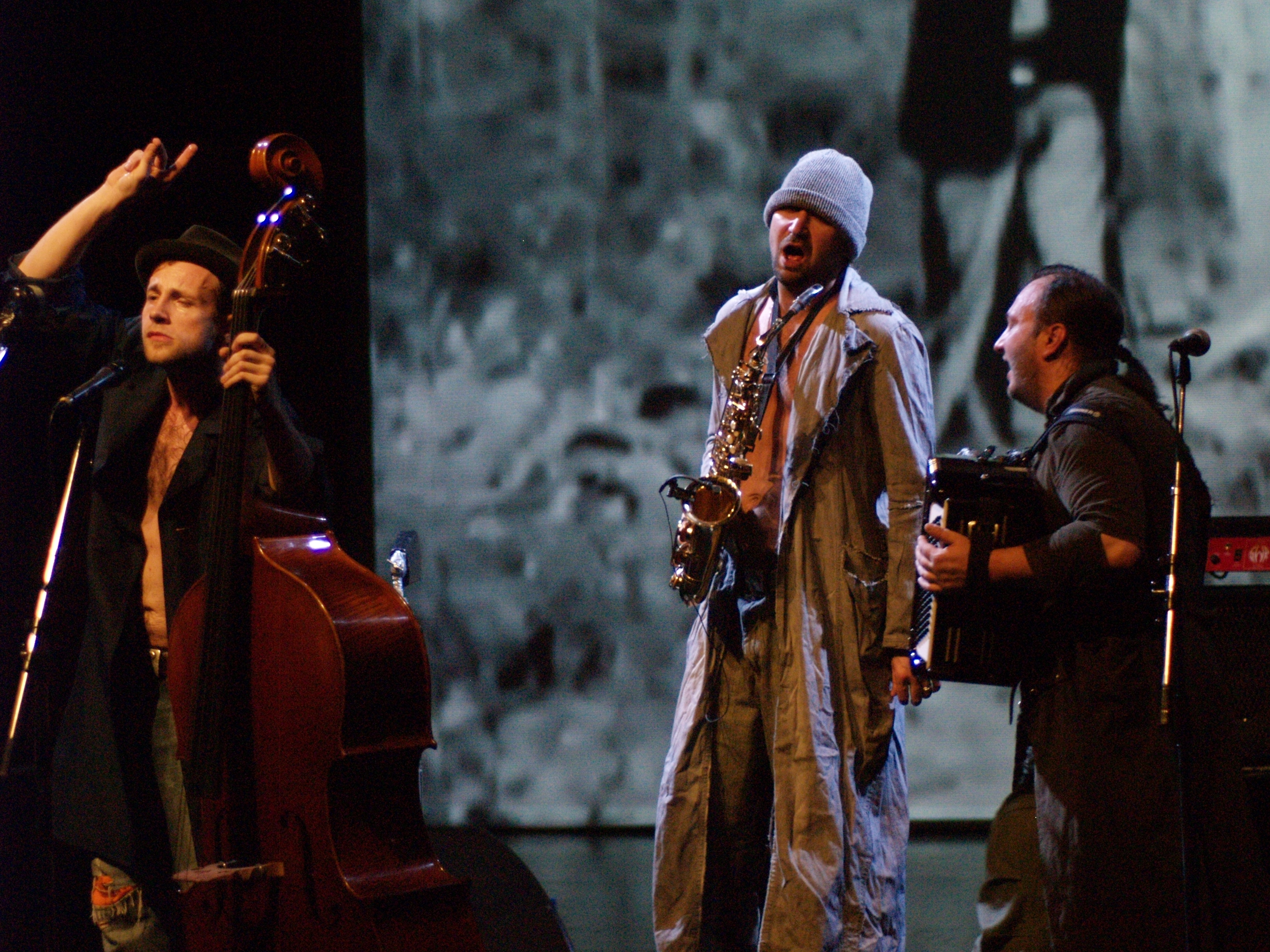
Billy's Band aux Nuits Européennes

### Édition 2006
Erik Marchand Quartet, Red Cardell, Amparanoia, L'Hijaz'Car, Tara Fuki, Mercedes Peón, Yasmin Levy, Nathalie Natiembé, Loulou Djine, Bernardo Sandoval, Samarabalouf, Terrafolk

### Édition 2005
Avec entre autres:
The Ex, Zap Mama, Daniel Hélin, Austin Lace, Amsterdam Klezmer Band, L'orchestre du mouvement perpétuel, Traktor

### Édition 2004
Pressburger Klezmer Band, Másfél, Terrafolk, Robotobibok, Metamorphosis

### Édition 2001
Taraf de Haïdouks & Kocani Orkestar

### Édition 2000
Philippe Poirier, Rodolphe Burger, Nuwerk, Interlope, Meï Teï Shô, Doctor.L

### Édition 1999
Jazzmar, Dj Vinicious, Dj Paul, B.N.X & Walters, Dance Hall Vibes, High Tone, Dub Action, Djins & Baby G, Disciples, Dubwiser, Dj Loé, At'lhas, Seb Turkey, Flo, Usual Suspects, Konflict, Anakyne, Otis, Mc Verse, No stress & Boom.T

### Édition 1998
Kyu, Ethnician, Rinôçérôse, Impulsion, Dr. Walker, Terranova, Andrea Parker, Shantel, Danny Briottet

### Édition 1997
Agricantus, N.O.A.H, Useless, Cool Hipnoise, Y Front, Mass Hysteria, Spicy Box, Bosco, Curtis, B The Bomb, Twilight Pode Sound System, Little Ghost, Coldcut, Dj Food, Kid Koala, Animals on Wheels, Hextatic, Minus 8, Dj Izno, Le Dav, No Stress, Lee Ben, Dj Morpheus, Dj Geoffroy, Herbert, Pulsinger, Jeff

### Édition 1996
Largo, De Parels en de Funkie Reddingsbrigade, Ottantotto Tasti, Weep not Child, DNC, Oneyed Jack, St Germain, Dj Cam, Mighty Bop

### Édition 1995
PPz30, Silent Majority, Malka Family, Traffic Jam, Inside the Whale, Treponem Pal, Hey